# ユタカ技研
株式会社ユタカ技研（ユタカぎけん、英: Yutaka Giken Co., Ltd.）は、静岡県浜松市中央区に本社を置く、ホンダグループの排気系と駆動系自動車部品のメーカーである。

## 主力製品・事業
- トルクコンバータ
- エキマニ
- 触媒コンバータ
- ディスクブレーキ

## 主要事業所
- 本社、豊製作所 - 静岡県浜松市中央区豊町508番地の1
- 三重製作所 - 三重県津市あのつ台二丁目2番1号
- 嵐山製作所 - 埼玉県比企郡嵐山町花見台13番地
- 栃木開発センター - 栃木県さくら市鷲宿4480番地の17

## 沿革
- 1954年（昭和29年）7月 - 有限会社鳥居塗装工場を設立。
- 1976年（昭和51年）12月 - プレス技研工業株式会社設立。
- 1977年（昭和52年）5月 - 本田技研工業向けの自動車部品の生産開始。
- 1979年（昭和54年）8月 - 四輪自動車部品「排気触媒コンバータ」の生産開始
- 1981年（昭和56年）8月 - 二輪自動車部品「ブレーキディスク」の高精度・高品質化を図るため、高周波加熱成形焼入設備を導入。
- 1982年（昭和57年）9月 - 四輪自動車部品「ATトルクコンバータ」の生産開始。
- 1983年（昭和58年）7月 - 高丘技研工業株式会社に商号変更。
- 1985年（昭和60年）7月 - 栃木県塩谷郡喜連川町（現・さくら市）に栃木技術センター（現・栃木開発センター）を開設し、研究開発体制を拡充。
- 1986年（昭和61年）11月 - 高丘技研工業株式会社を吸収合併し、現社名に変更。
- 1988年（昭和63年）6月 - 鋼管技研工業株式会社を吸収合併。
- 1994年（平成6年）
  - 4月 - フィリピン・ラグナ市にユタカ・マニファクチャリング（フィリピンズ）インコーポレーテッド（現・連結子会社）を設立。
  - 10月 - 川崎重工業株式会社と部品取引基本契約を締結し、取引を開始。
- 1995年（平成7年）2月 - 米国オハイオ州にカーディントン・ユタカ・テクノロジーズ・インコーポレーテッド（現・連結子会社）を設立。
- 1996年（平成8年）3月 - インドネシア・ブカシ市にピー・ティー・フェデラル・モーターとの合弁契約に基づき、ピー・ティー・ユタカ・マニファクチャリング・インドネシア（現・連結子会社）を設立。
- 1997年（平成9年）10月 - 株式を店頭公開（現在のジャスダック）。
- 1999年（平成11年）2月 - 米国サウスカロライナ州にサウスキャロライナ･ユタカ･テクノロジーズ･インコーポレーテッドを設立。
- 2001年（平成13年）
  - 2月 - ユニパート・ユタカ・システムズ・リミテッドはユニパートグループとの合併を解消し、ユーワイエス・リミテッド（現・連結子会社）に商号変更。
  - 3月 - インド・マハラシュトラ州プーネ市にタタ・オートコンプ・システムズ・リミテッドとの合弁会社タタ・ユタカ・オートコンプ・プライベード・リミテッド（ユタカ・オートパーツ・プーネ・プライベート・リミテッド）を設立。
  - 10月 - 愛知県の新日工業株式会社（現・連結子会社）御津工場の操業を開始。
  - 12月 - ブラジル・サンパウロ州にユタカ・ド・ブラジル・リミターダ（現・連結子会社）を設立。

## 関係会社

### 国内グループ企業
- 株式会社スミレックス
- 新日工業株式会社

### 海外グループ企業
アメリカ
- CARDINGTON YUTAKA TECHNOLOGIES INC.
- ALABAMA CULLMAN YUTAKA TECHNOLOGIES LLC.

メキシコ
- YUTAKA TECHNOLOGIES DE MEXICO S.A. DE C.V.

タイ
- YS TECH (THAILAND)CO.,LTD.

インドネシア
- P.T. YUTAKA MANUFACTURING INDONESIA

フィリピン
- YUTAKA MANUFACTURING (PHILIPPINES), INC.

インド
- YUTAKA AUTOPARTS INDIA PRIVATE LTD.

中国
- 佛山優達佳汽配有限公司

FOSHAN YUTAKA AUTO PARTS CO., LTD.
- 佛山市豊富汽配有限公司

FOSHAN FENGFU AUTOPARTS CO., LTD.
- 武漢金豊汽配有限公司

WUHAN JIN FENG AUTOPARTS CO., LTD. 
ブラジル
- YUTAKA DO BRASIL LTDA.